# 마르셀 프루스트
마르셀 프루스트(프랑스어: Marcel Proust, 1871년 7월 10일~1922년 11월 18일)는 프랑스의 작가이다. 프루스트의 주요 작품으로는 1913년부터 1927년까지 출판된 연작소설 《잃어버린 시간을 찾아서》가 있다.
교양있고 유복한 가정(프루스트의 아버지는 파리 대학교 의학부 교수였다)에서 태어난 마르셀 프루스트는 어린 시절 허약한 아이였으며 천식으로 인한 심각한 호흡기 문제로 전 생애에 걸쳐 고통받았다. 프루스트는 젊었을 때부터 귀족들의 살롱에 드나들면서 그곳에서 예술가들과 작가들을 만나며 사교계의 딜레탕트로 유명세를 떨쳤다. 집안의 재산덕에 프루스트는 일을 하지 않았으며, 끝내 미완으로 남은, 《장 상퇴유》라는 제목으로 작가 사후 1952년에 출판된 소설을 1895년부터 쓰기 시작했다. 1900년 프루스트는 존 러스킨의 발자취를 따라 예술 작품들을 알아가고자, 계획하던 소설 집필을 중단하고, 대신 베네치아와 파도바로 여행을 떠나 그곳에 관한 글을 썼으며 러스킨이 저술한 두 권의 책, 《아미앵의 성서》와 《참깨와 백합》을 번역했다.
1907년부터 프루스트는 1913년부터 사후 1927년까지 7권으로 출판된 자신의 대작 《잃어버린 시간을 찾아서》를 쓰기 시작했으며 2권 <꽃핀 소녀들의 그늘에서>로 1919년 공쿠르상을 수상했다. 마르셀 프루스트는 1922년 11월 18일 기관지염을 치료받지 못한 나머지 사망했다. 프루스트는 파리 페르 라셰즈 묘지에 매장되었고 이 거장에게 경의를 표한 많은 사람들이 장례식에 참석했다. 뒤이은 세대의 작가들은 프루스트를 최정상 작가 반열에 올리며 그를 진정한 문학의 신화로 만들었다.
마르셀 프루스트의 소설 작품은 작가의 고유한 세계를 그려야 하는 예술의 역할처럼 당시의 시대상과 감성적인 기억의 주된 성찰을 보여준다. 그 뿐 아니라 작품은 동성애가 중요한 자리를 차지하고 있는 프루스트적 묘사로 흐릿하게 그려낸, 실패라는 감정과 존재의 허무에 관한, 사랑과 질투의 성찰이기도 하다. 또한 잃어버린 시간을 찾아서는 200명 이상의 등장인물이 나오는 광대한 인간 희곡이다. 프루스트는 신랄한 문체로 경이롭고 때로는 냉소적으로 다뤄지는 세계, 유년시절 콩브레의 레오니 숙모네 집과 파리 살롱들, 귀족과 부르주아의 사회가 대조되는 것처럼 작품내에서 보여지는 장소들을 재창조했다. 이러한 사회적 무대는 마르셀 프루스트가 익살극의 주인공처럼 묘사한 각양각색의 등장 인물들에 의해 생동감있게 그려진다. 소설 《잃어버린 시간을 찾아서》는 실존 인물들에게서 모티브를 따온, 시대를 그린 회화이자 로망 아 클레로 탄생했다. 프루스트의 특징은 형성의 과정에서 창조의 나선을 따라, 항상 잡을 수 없는 실재의 전체성에 도달하기를 추구한, 문장을 길게 늘린 그의 문체에서도 찾을 수 있다.

## 생애

### 가족과 어린 시절

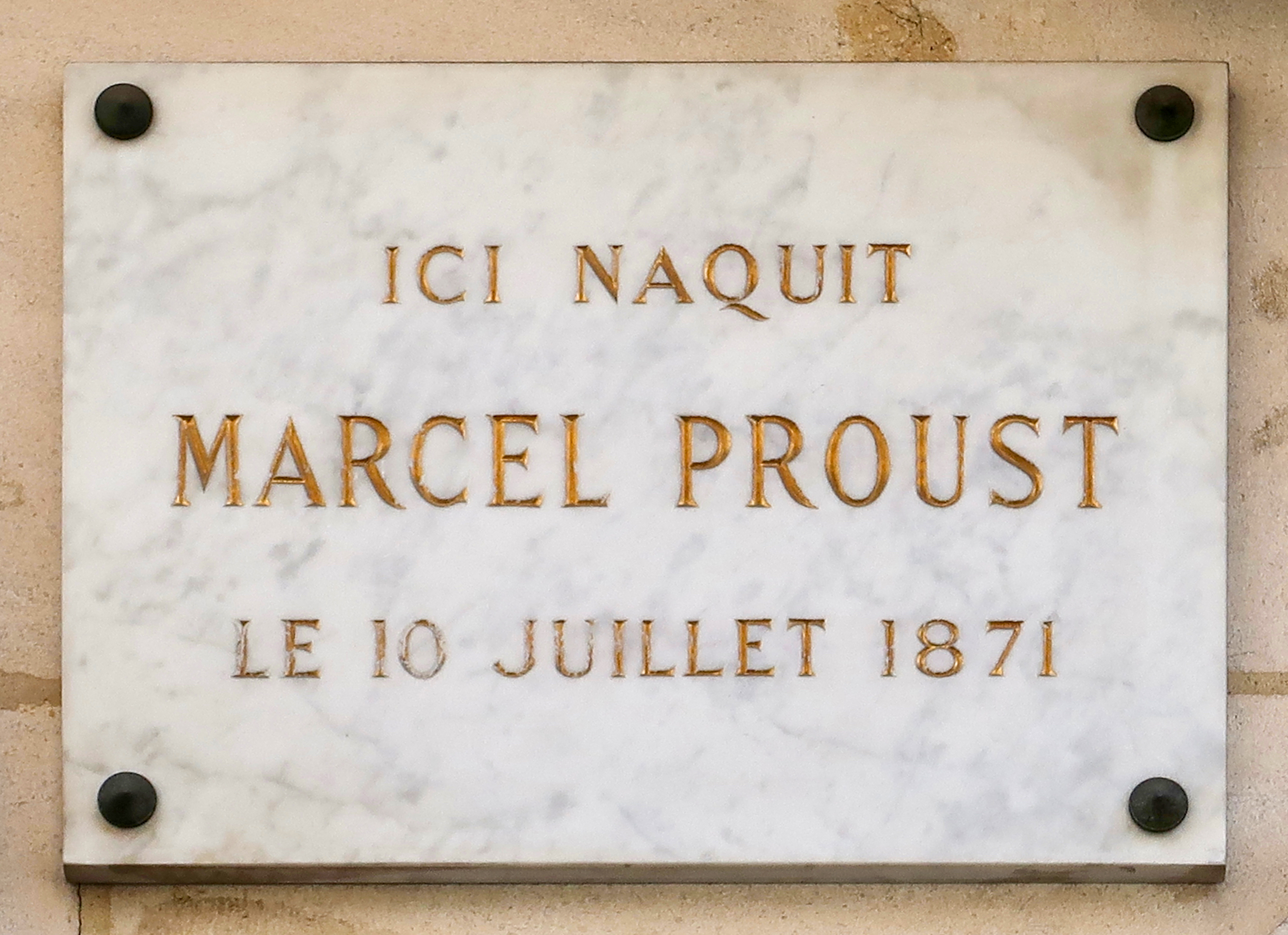
파리 라퐁텐 가 명판.

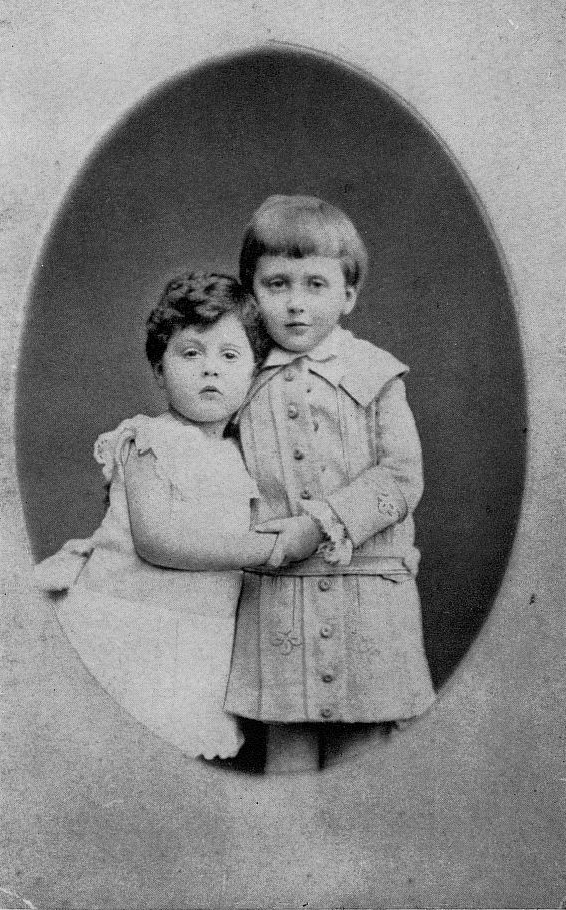
로베르와 마르셀 프루스트, 1876년 3월

마르셀 프루스트는 파리 (16구역 오퇴유 구) 라 퐁텐가 96번지에 위치한 외종조부 루이 베유의 주택에서 태어났다. 이후 이 주택은 팔렸고 다른 건물을 짓느라 헐렸으나, 그 다음 지어진 건물 역시 모차르트 대로 건설로 인하여 헐렸다.
어머니 잔 클레망스 베유(1849년, 파리-1905년, 파리)는 메스 출신의 알자스로렌계 유대인 주식 중개인 나테 베유(1814년, 파리-1896년, 파리)와 아델 베른카스텔(1824년, 파리-1890년, 파리)의 딸로, 아들에게 다채롭고 깊은 교양을 주었다. 그녀는 아들에게 때로는 귀찮게까지 애정을 쏟았다. 그의 아버지 아드리앵 프루스트 박사는 외레루아르 일리에 출신 집안에서 태어난 파리 대학교 의학부 교수였으며, 전염병 대책에서 정부에게 자문을 한 명망있는 위생학자였다. 마르셀은 1873년 5월 24일 태어난 남동생 로베르가 있었다. 로베르는 후에 외과 의사가 되었다. 프루스트의 대부는 예술품 수집가 외젠 뮈티외였다.
1870년 공성과 1871년 파리 코뮌 시절 그를 임신한 어머니가 처했던 궁핍한 생활 탓에 그가 허약하게 태어났다고 여겨진다. 파리 코뮌의 혼란으로부터 프루스트의 부모는 오퇴유로 피난간다. 프루스트는 고통스런 유년기를 보냈지만 부모의 보살핌 속에서 자랐다.
| “ | 마르셀 프루스트가 태어나기 조금 이전, 코뮌 시기에, 프루스트 박사는 자선 병원에서 돌아오던 중 폭도들의 총탄에 맞아 부상을 입었다. 임신중이던 프루스트 부인은 남편이 막 도망쳐 온 위험했던 상황에 관해 듣자 그 충격으로부터 벗어나길 힘들어 했다. 부인이 얼마 안되어 낳은 자식은 매우 허약해서, 남편은 아이가 오래 살지 못할까봐 불안해했다. 그들은 아이를 무지 신경썼다. 아이는 어릴 때부터 지성과 감성의 신호를 보였으나, 아이의 건강은 계속 허약한 채였다. | ” |

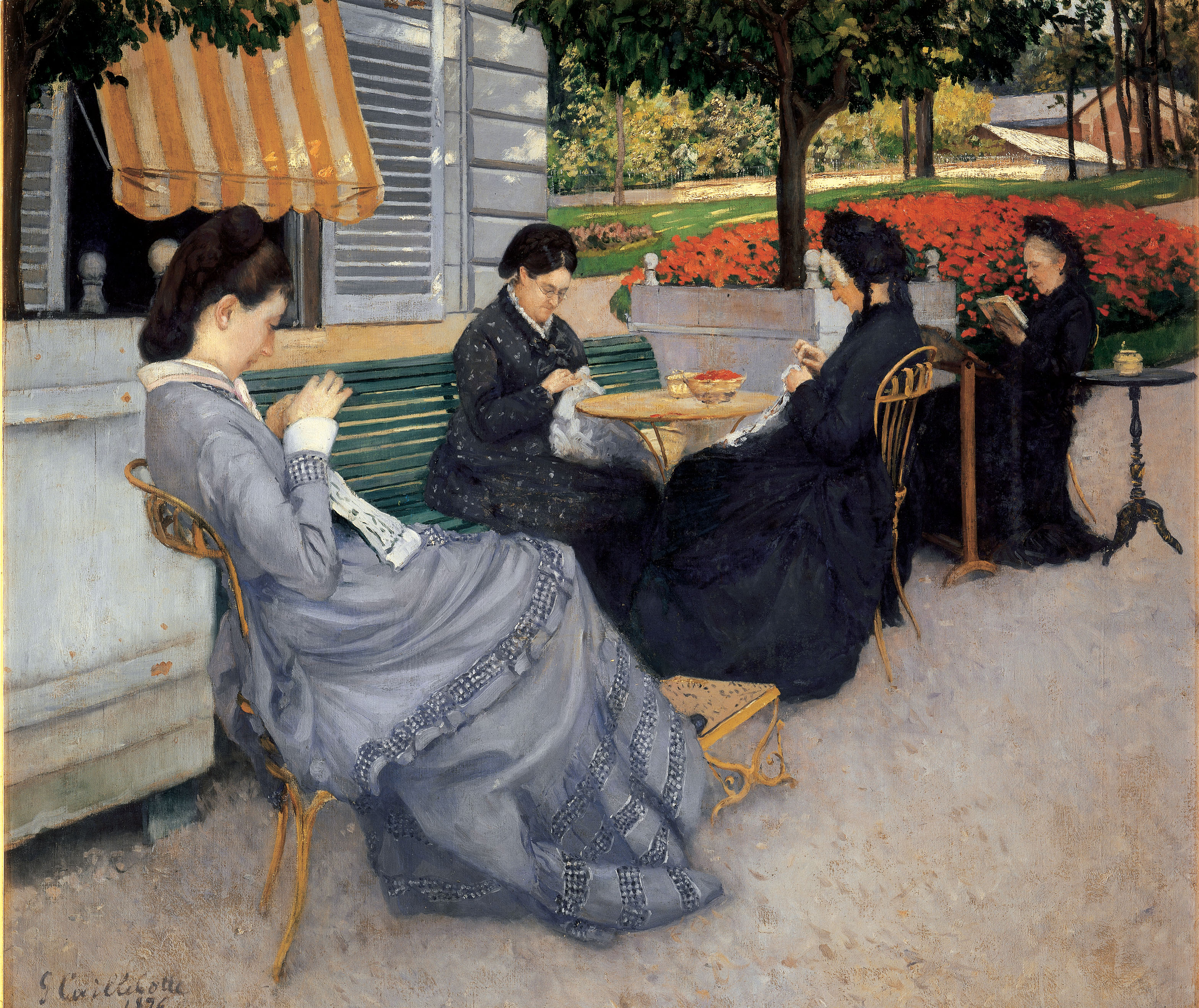
카유보트와 콩브레의 분위기.

프루스트는 허약했고 봄은 그에게 가장 고통스러운 계절이었다. 아름다운 봄날에 분비되는 꽃가루는 그의 천식을 더 악화시켰다. 아홉 살 때 부모님과 불로뉴 숲을 산책하면서 프루스트는 천식 발작 증세를 호소했고 그의 호흡기는 다시 회복되지 않았다. 아버지는 아들이 죽을 수도 있다고 생각하여 자식에게 최후의 노력을 아끼지 않았다. 산책 도중 언제라도 천식 발작으로 인해서 죽을 수도 있다는 불안감이 프루스트의 전 생애에 걸쳐 봄이 올 때마다 도사렸다.
프루스트의 아버지는 천주교 신자이고 친정 부모의 뜻에 따라 천주교로 개종하지 않은 어머니는 유대교 신자라는 두 종교가 결합된 환경 속에서, 프루스트는 파리 생 루이 당탱 교회에서 천주교 세례를 받았으나, 종교와 관련하여 자신을 규정하지 않고자 했다. (스스로는 적어도 유대인이라고 생각하지 않았다) 하지만 프루스트는 자신이 가톨릭 교도라고 글에서 쓴 적이 있으며, 그의 장례식 역시 교회에서 치러졌다. 그럼에도, 편지에서 그는 "신봉자(croyant)"는 아니라고 언급한 바 있다. 확고한 드레퓌스 지지자였던 프루스트는 당대 만연한 반유대주의에 민감했으며, 몇몇 유명 작가들로부터 반유대주의적인 공격을 받기도 하였다.
- 마르셀 프루스트의 아버지, 의학 박사 아드리앵 프루스트, 1890년경.
- 마르셀 프루스트의 어머니, 잔, 1890년.
- 마르셀과 유모, 1875년경.
- 프루스트 형제와 친할머니 비르지니 프루스트, 1876년경.
- 로베르와 마르셀, 1876년경.
- 마르셀, 1880년경.
- 마르셀, 1885년경.
- 동생 로베르, 1887년경.

### 젊은 시절

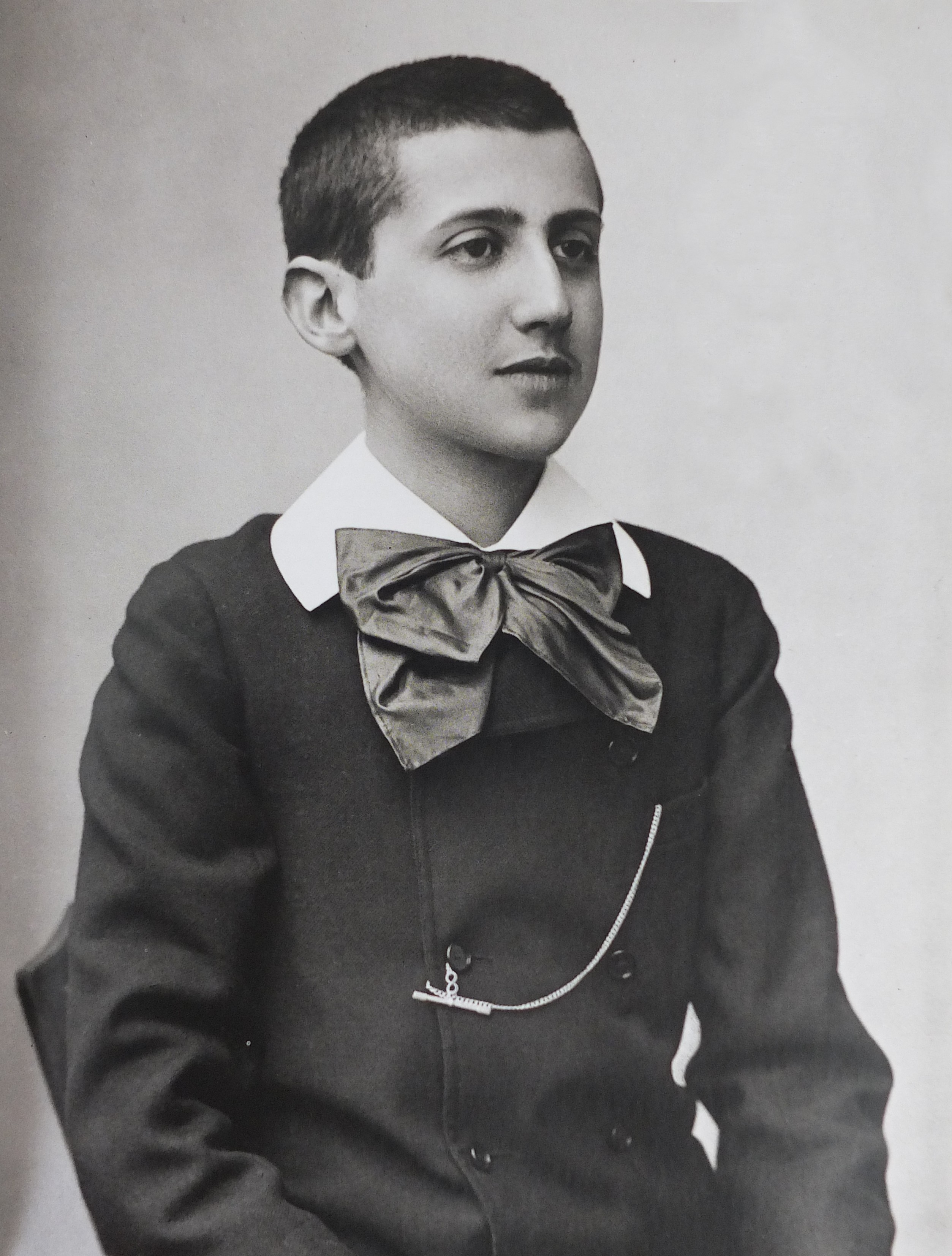
1887년 3월, 15살의 젊은 마르셀, 폴 나다르 촬영.

프루스트는 초등교육으로 마리 파프 카르팡티에의 수업을 받았는데, 작곡가 조르주 비제와 주느비에브 알레비의 아들인 자크 비제가 여기서의 동창생이었다. 주느비에브는 먼저 삼촌 집에서 살롱을 열었는데 그곳에는 여러 예술가들이 모였다. 1886년 변호사 에밀 스트로스와 재혼하고 나서 그녀는 자신의 살롱을 열었으며, 프루스트는 그곳의 단골이었다.

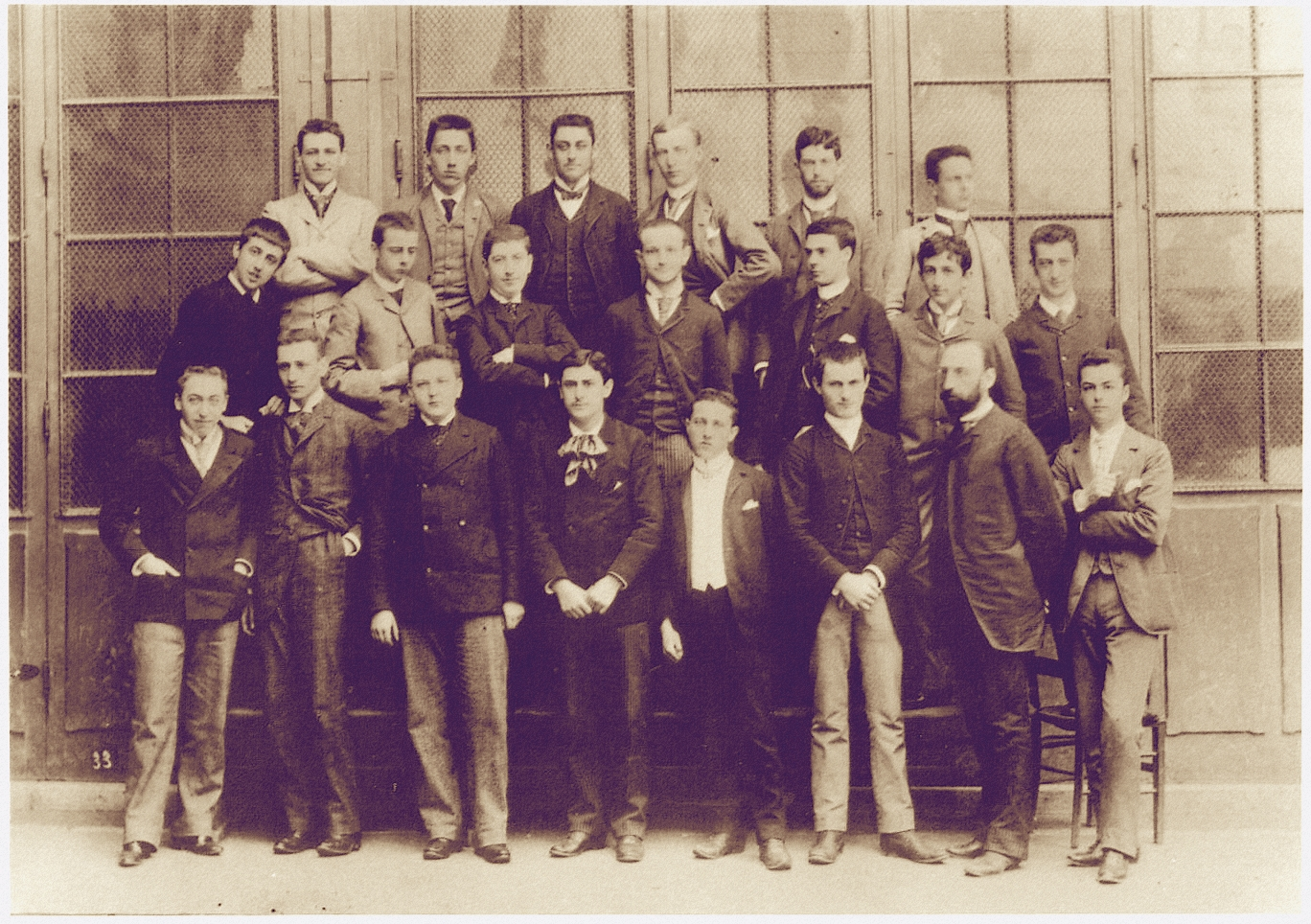
리세 콩도르세에서의 프루스트(2열 왼쪽에서 첫번째), 1888년-1889년.

마르셀 프루스트는 1882년 리세 콩도르세에 입학해서 공부를 계속 해나갔다. 그는 5학년 때 유급했으나 1884년 12월에는 처음으로 우등생 명부에 이름이 올라갔다. 그는 종종 건강상을 이유로 결석했지만, 소설 장 상티유에서 서술한 것처럼 빅토르 위고와 뮈세에 지대한 관심을 보였다. 그는 철학 수업에서 알퐁스 다를뤼의 제자였고, 이 무렵 자크 비제와 친하게 지냈다. 그는 학교에서 문학 잡지를 함께 만들던 페르낭 그레그, 자크 베녜르와 다니엘 알레비 (자크 비제의 6촌)와 교우관계를 쌓기도 했다.
그의 첫사랑은 당시 러시아 제국의 폴란드인 외교관의 딸 마리 드 베나르다키였다. 목요일 오후마다 둘은 후에 대통령이 되는 펠릭스 포르의 두 딸, 앙투아네트와 뤼시 펠릭스 포르 고요와 레옹 브룅슈비크, 폴 베나제, 모리스 에르베트와 함께 샹젤리제 공원에서 놀았다. 프루스트는 1887년 마리 드 베나르다키와 절교하게 되었다. 이로써 그의 첫 사랑, 어머니를 제외한 타인에게 사랑을 받고 사랑을 준 첫사랑은 실패했다. 베나르다키는 프루스트가 이후 찾고자 했던 그가 잃어버린 첫 소녀(jeune fille, 프루스트의 잃어버린 시간을 찾아서 2권 꽃핀 소녀들의 그늘과 그 책의 주제)였다.

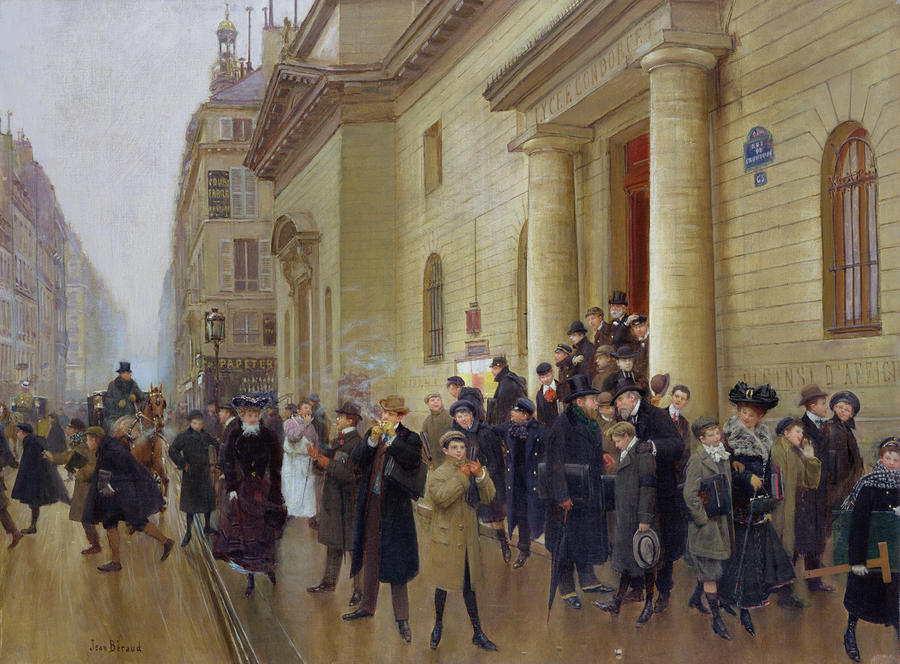
장 베로, <리세 콩도르세의 외출La Sortie du lycée Condorcet>.

프루스트의 첫 문학 활동은 리세 고학년 때에 이뤄졌다. 시간이 지나 1892년, 그레그는 콩도르세 동창들과 함께 소규모의 잡지 <향연Le Banquet>을 창간했고 프루스트는 이 잡지에 글을 썼다. 그 후 파리의 여러 살롱들을 드나들며 사교계 출세를 하려던 그는 스노비즘이라는 세간의 평가를 들었다. 이후 그는 소설가 알퐁스 도데의 아들인 6살 연상의 뤼시엥 도데와 친분을 쌓았다. 젊음은 훗날의 작가 프루스트를 사로잡았다. 그들은 1895년 수업에서 만났다. 서로에게 적어도 애정을 보인 그들의 관계는 장 로렌의 신문 기사에서 밝혀졌다.

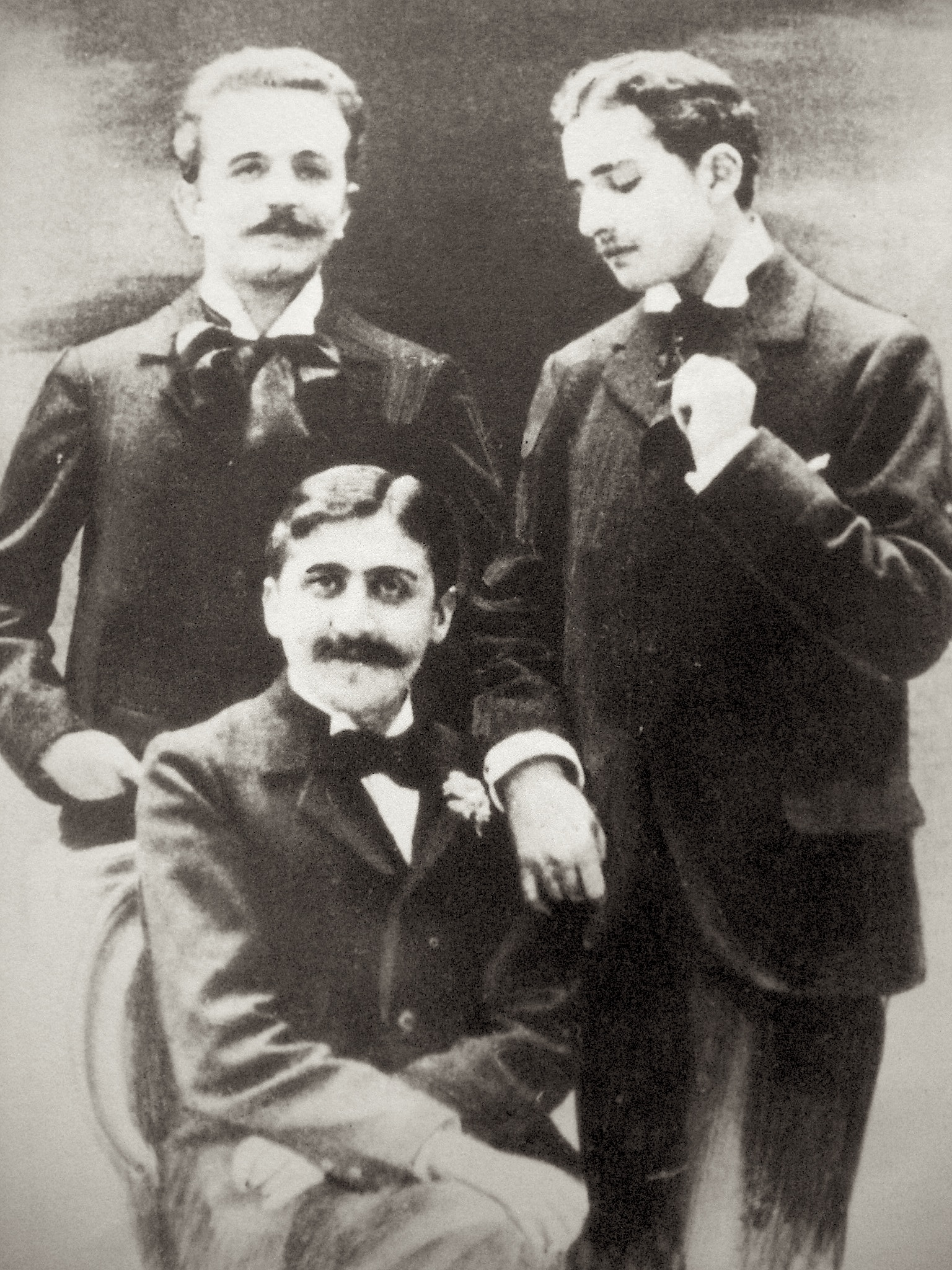
마르셀 프루스트(사진 속 앉은 이), 로베르 드 플레르(왼쪽), 뤼시엥 도데(오른쪽)

마르셀 프루스트는 국가의 부름을 받고 1889년부터 1890년까지 오를레앙의 76 보병연대에서 복무하였고, 거기서 좋은 추억을 쌓았다. 그는 로베르 드 빌리와 친구가 되었다. 파리에서 그의 절친한 친구가 된 가스통 아르망 드 케야베와 프루스트가 반한 그의 약혼녀 잔 푸케를 알게 된 것도 이 시절이었다. 그는 소설 속 등장인물 로베르 드 생루와 질베르트를 이들을 모델로 창작했다. 그는 마담 아르망 드 카야베의 살롱에 초대받기도 했다. 그는 끝까지 이 살롱의 단골이었고, 그의 삶에서 가장 중요한 작가였던 아나톨 프랑스(베르고트의 모델)를 이곳에서 만나게 된다.
전역 후 사회에 나와서 그는 사립정치학교에서 그가 '박식하다'고 평가한 알베르 소렐과 아나톨 르루아 보리외의 강의를 들었다. 그는 아버지에게 외무고시나 국립고문서학교(École des chartes)에 합격하겠다고 나섰다. 후자에 더 관심을 들인 그는 국회도서관 사서 샤를 그랑장에게 글을 썼고, 먼저 소르본에서 학위를 따기로 결정한다. 소르본에서 프루스트는 6촌의 남편인 앙리 베르그송의 수업을 들었다. 그는 베르그송의 결혼식에서 참석하기도 했다. 프루스트의 작품에서 베르그송의 영향은 종종 중요하게 생각되며 프루스트는 그것을 옹호했다. 마르셀 프루스트는 1895년 3월 문학사 학위를 받는다.
1896년 그는 세기말 문체로 쓴 시, 산문, 단편 모음집, <즐거움과 나날들Les Plaisirs et les Jours>을 출간하였다. 이 모음집에는 프루스트와 작곡가 친구 레날도 안과 함께 살롱에 드나들던 마들렌 르메르의 삽화가 수록되었다. 그는 1894년 봄에 샹송 그리스를 부른 쥘 마스네의 제자이자 레이날도 안의 부인인 르메르와 만났다. 23살의 프루스트와 20살의 레이날도 안은 1894년 여름 샤토 드 레베이옹에서 열린 파티에서 보았다. 이 책은 거의 주목받지 못했고 비평가들은 책에 대해 호된 비판을 가했다. 특히 작가 장 로렌은 가차없는 평가를 내렸다. 그는 새벽에 총을 들고 결투하겠다고 말했다. 그에 맞서 마르셀 프루스트는 입회자인 화가 장 베로와 함께 똑같이 총 들고 그를 만나러 갔다. 누구 하나 다치지 않고 끝났지만, 어느 누구도 막 등단한 이 작가를 보고 슬퍼하지 않았다. 이 책은 프루스트에게 잃어버린 시간을 찾아서의 첫 권이 나온 뒤에도 그가 사교계 딜레탕트라는 평을 듣게 했다.

### 《장 상퇴유》 집필

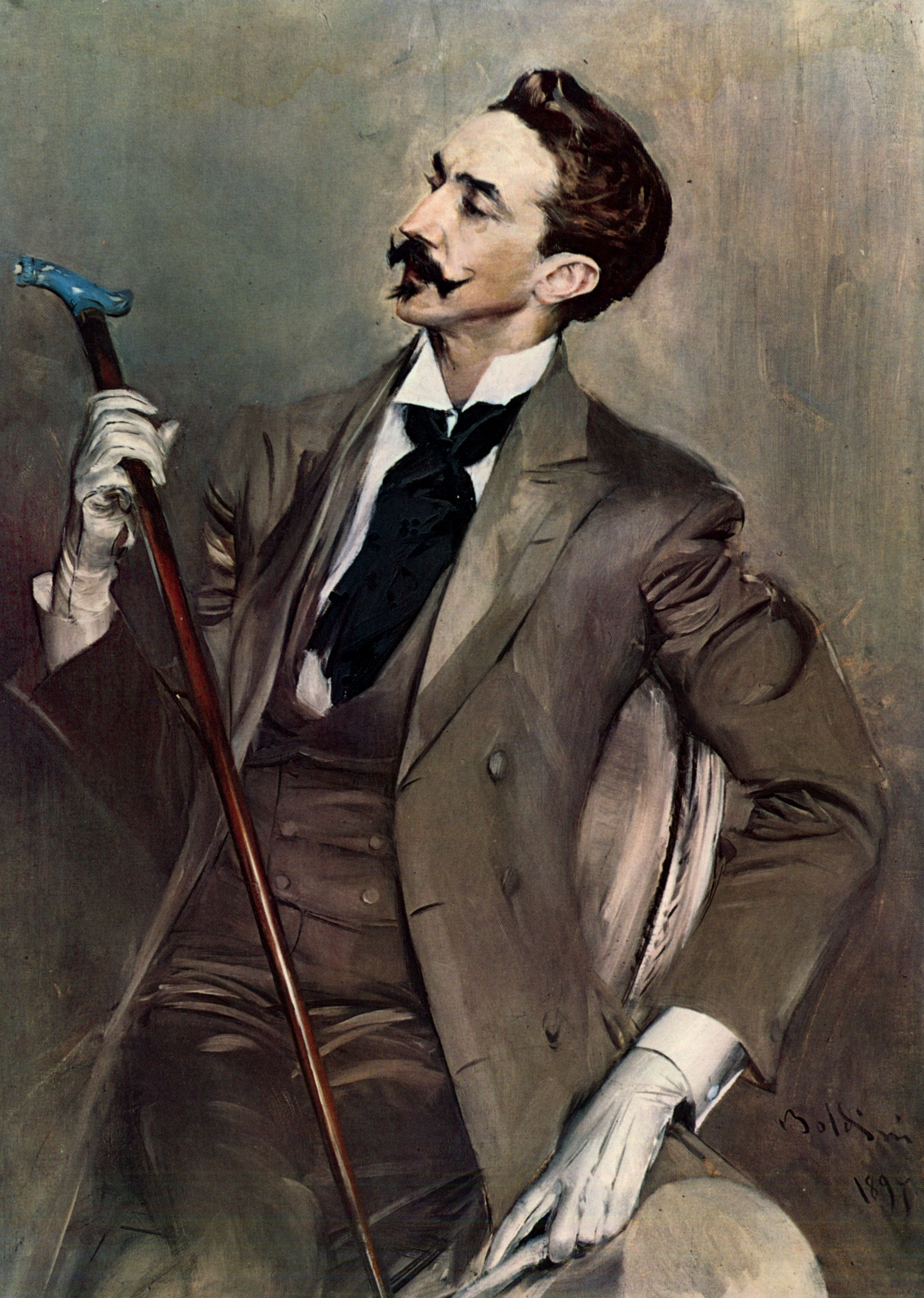
로베르 드 몽테스키우, 조반니 볼디니 작.

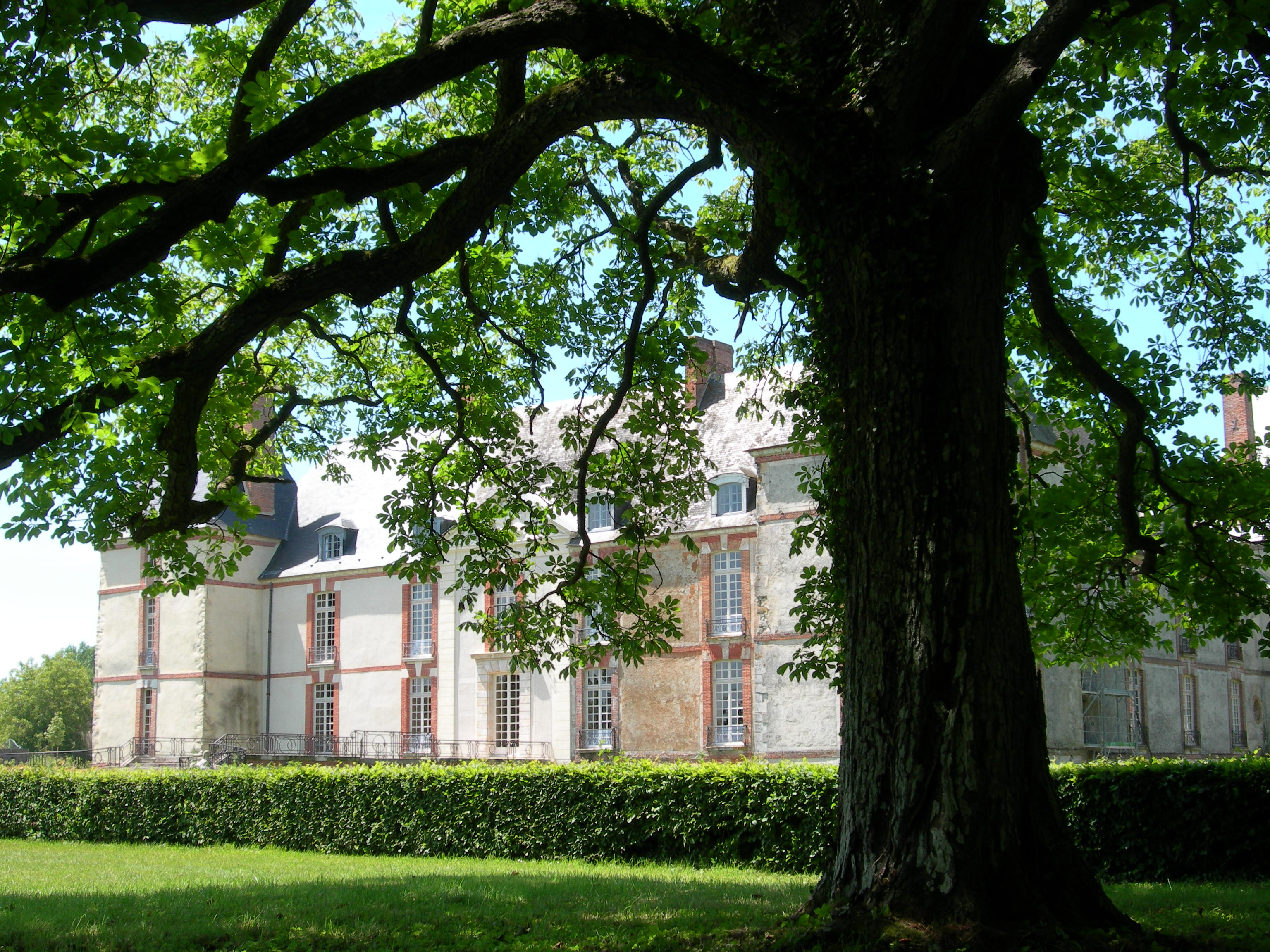
마들렌 르메르의 샤토 드 레베이용. 프루스트는 1894년부터 1895년 사이에 두 차례 이곳에 오래 머물렀다. 이 곳은 소설 장 상퇴유와 베르뒤렝 부인의 라 라스펠리에에 영감을 주었다.

집안의 재산은 프루스트에게 쉬운 삶을 보장해줬으며 그를 부르주아의 포부르 생 제르맹과 포부르 생 오노레의 귀족 사회로 구성된 살롱을 자주 드나들 수 있도록 도와주었다. 프루스트의 친구 기슈 공작 아르망 드 그라몽의 장모이자 시인의 사촌인 그레퓔 백작부인, 엘렌 스탕디슈 부인 (결혼 전 성은 페뤼스 데 카르), 바그람 공주 (결혼 전 성은 로트쉴드), 오송빌 백작부인과 만났듯이 1894년부터 1900년 초 사이에 프루스트는 귀족적인 살롱에서 유명한 로베르 드 몽테스키우를 소개받고 그와 만나게 된다.
1895년부터 1899년에 걸쳐서 3인칭 형식의 자서전적인 장편소설 《장 상퇴유》를 시도하였으나 미완으로 그쳤다.

### 존 러스킨의 미학
존 러스킨의 <아미앵의 성서>와 <참깨와 백합>을 번역하였다(1904, 1906). 후에 《모작과 잡록》(Pastiches et mélanges, 1919)과 《시평집》(1927)에 수록될 평론을 신문이나 잡지에 발표하였다. 그러나 이러한 문학활동은 모두 '유일하고 참다운 글'을 쓰기 위한 준비라 할 수 있다.

### 《잃어버린 시간을 찾아서》 집필
양친을 여읜 정신적 타격을 극복하며 프루스트는 1906년 《생트뵈브에 반하여》(Contre Sainte-Beuve, 1954)을 쓰기 시작하였으며, 이것은 곧 《잃어버린 시간을 찾아서》 집필로 이어졌다. 이후 프루스트는 죽을 때까지 《잃어버린 시간을 찾아서》 집필에 몰두하였고, 총 일곱 권으로 구성된 이 방대한 분량의 작품은 1913년부터 1927년에 걸쳐 출간되었다. 그는 대전 이후 출간된 제2권 《꽃피는 아가씨들 그늘에》로 1919년 공쿠르상을 받아 일약 유명해졌을 뿐만 아니라, 이 걸작을 통하여 20세기 최대 작가의 한 사람이 되어 널리, 그리고 깊이 영향을 끼쳤다.
<잃어버린 시간을 찾아서>의 첫 문장은 1907년 쓰였다. 15년 동안 프루스트는 오스만 대로 102번지 2층의 코르크로 덮인 방에 은둔하여 살았다. 프루스트는 부모의 사망 이후(아버지는 1903년, 어머니는 1905년), 1906년 12월 27일부터 1919년 떠날 때까지 이곳에서 거주하였다.
어머니의 죽음 이후, 1905년 12월부터 1906년 1월까지, 프루스트는 신경 쇠약으로 인하여 의사 알리스와 폴 솔리에가 있던 빌랑쿠르의 요양소에 머물렀다. 이 요양소는 1924년 앙브루아즈-파레 병원이 되었다.
닫힌 문 안에서, 프루스트는 작품을 끊임없이 수정, 삭제하며 첫 페이지에 인쇄공이 꺼려하던 "롤페이퍼(paperolles)"를 붙여가며 내용을 첨가하길 멈추질 않고 <잃어버린 시간을 찾아서>를 집필했다. 장장 4세대에 걸친 200명이 넘는 인물들이 그의 펜에서 탄생했다.
부모의 사망 이후 프루스트의 건강은 천식으로 인하여 더욱 나빠졌고, 고통을 잠재우기 위해 많은 아편을 피웠다. 그 탓에 신경이 예민해진 프루스트는 바깥 세상의 소음을 차단하려고 코르크를 덧댄 방에 틀어박혀 지냈고, 낮에는 자면서 오직 밤에만 가끔 외출했으며, 매일 밤샘 작업을 거듭했다. 저녁 무렵에 일어나 크루아상 두 개로 하루 한 끼만 먹기 일쑤였고, 보통 리츠(Ritz)에서 혼자, 또는 친구들하고 외식을 하기도 했다. 프루스트의 대표작인 <잃어버린 시간을 찾아서>는 1913년부터 1927년까지에 걸쳐 출간되었다.

## 작품

### 《즐거움과 나날》

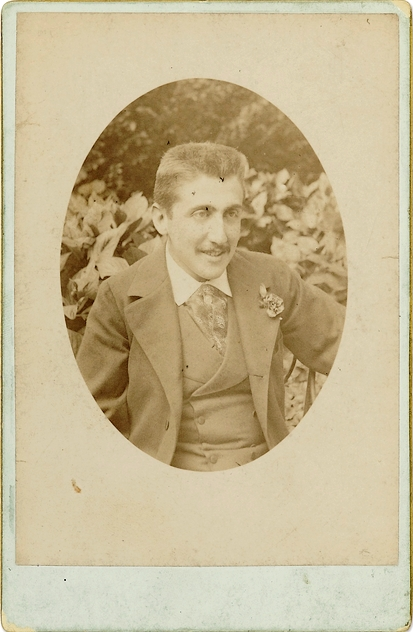
프루스트, 1892년 경.

《즐거움과 나날》은 1896년 칼만-레비에서 출간된 마르셀 프루스트의 단편 소설과 산문시 모음집이다. 이 모음집은 퇴폐주의와 특히 댄디 로베르 드 몽테스키우의 작품에 큰 영향을 받았다. 《즐거움과 나날》은 프루스트의 첫 작품으로, 이후 《잃어버린 시간을 찾아서》를 쓸 무렵 작가는 《즐거움과 나날》이 재판되는 것을 막으려고도 했다.

### 《장 상퇴유》
1895년, 프루스트는 19세기 말 파리에 사는 젊은이에 관한 소설을 집필하기 시작한다. 《잃어버린 시간을 찾아서》의 초안으로 평가받는 《장 상퇴유》는 완성된 작품이 아니었다. 프루스트는 스스로가 직접 경험하였던 드레퓌스 사건을 작중 환기시킨다. 프루스트는 반역죄로 기소당한 드레퓌스 대위에 대한 탄원서를 처음 퍼뜨린 이들 가운데 하나로, 아나톨 프랑스의 청으로 여기에 서명하였다.

### 러스킨 저서 번역
프루스트는 존 러스킨의 《아미앵의 성서La Bible d'Amiens, (1904)》를 번역하였으며, 이를 지난해에 사망한 아버지에게 헌정하였다. 이 작품은 프루스트의 두번째 러스킨 번역, 《참깨와 백합Sésame et les Lys, 1906》과 함께 앙리 베르크손과 같은 비평가들의 찬사를 받았다. 허나 프루스트는 이 번역본에 만족하지 못했는데, 두 작품 모두 편집에 있어 실패였다.
하지만 미래의 작가에게 있어 이 번역은 개성이 뚜렷해진 전환점이 되었다. 그는 또한 번역 대상의 글보다 더 많은 자리를 차지한 풍부한 주석과 긴 서문을 번역본에 함께 실었다. 뿐만아니라 러스킨을 번역하며 프루스트는 러스킨의 미학적 태도를 비판하며 그에게서 떨어져나갈 수 있었다. 이는 특히 《아미앵의 성서》 서문의 마지막 장에서 두드러지게 나타나는데, 앞의 세 장에서 보여준 찬사하고는 대조를 이룬다. 프루스트는 특히 러스킨의 미학적 우상숭배를 비판했는데, 이는 곧 로베르 드 몽테스키우에게 보낸 비판과도 동일하며, 《잃어버린 시간을 찾아서》 속 스완의 견해를 공유한다. 프루스트에게 있어, 작가가 그것에 관하여 말하고 있기 때문에 작품을 사랑하는 것은 예술로부터 탈선하는 것이다. 우리는 작품 그 자체를 사랑해야만 한다.

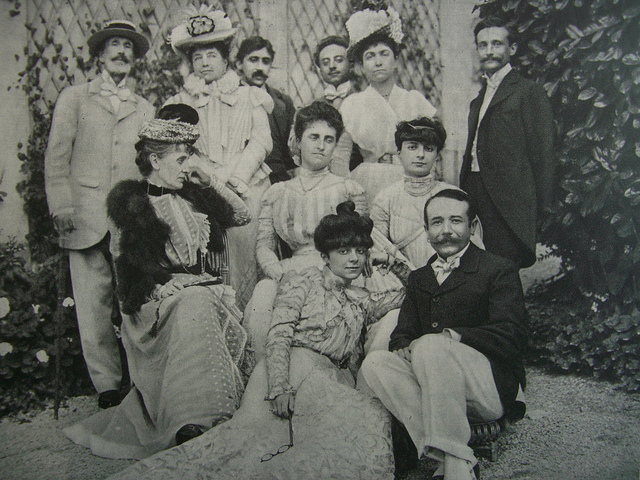
왼쪽에서 오른쪽으로, 일어선 사람: 에드몽 드 폴리냑 공, 브랑코방 공비, 마르셀 프루스트, 콩스탕탱 브랑코브뉘(안나 드 노아유의 형제), 미상, 레옹 들라포스. 둘째줄: 몽주나르 부인, 폴리냑 공비, 안나 드 노아유 백작부인. 맨 앞줄: 엘렌 카라망시메 공비(안나 드 노아유의 자매), 아벨 에르망, 1901년 이전

### 《생트뵈브에 반하여》
《생트뵈브에 반하여Contre Sainte-Beuve》는 실제로 존재하지 않는다. 이 작품은 1954년 작가 사후에 출판된 모음집으로, 짧게 서술된 대목들과 프루스트 본인이 비판하면서도 찬탄한, 발자크와 플로베르같은 작가를 다룬 간략한 수필(또는 수필 초벌)을 한데 모아놓은 선집이다. 여기서 프루스트는 샤를 오귀스탱 생트뵈브와 그가 주장한 비평론, 즉 작가의 작품은 무엇보다 작가가 살아온 삶의 반영이요, 작품은 오직 작가의 생애를 통하여만 설명될 수 있다는 비평 방식을 공격한다. 이 같은 비평론에 반대하며 프루스트는 자기 고유의 시학을 창설한다. 《잃어버린 시간을 찾아서》는 <되찾은 시간> 작중 프루스트적 화자에 의하여, 또는 등장 인물들에 의하여 일부 반복되었던 소설 내에서 표출된 사상의 실현이라는 점이 바로 그것이다. 한편, 《생트뵈브에 반하여》에서 나온 여러 서술 대목들은 《잃어버린 시간을 찾아서》 작중에서 전개되기도 하였다.

### 《모작과 잡록》
《모작과 잡록》은 프루스트가 1919년 NRF에서 출간한 작품이다. 이 작품은 1908년부터 주로 <르 피가로>에 게재된 기사나 서문의 모음집으로, 가스통 갈리마르의 부탁으로 이를 한 권으로 모아 펴낸 것이다.
이 작품에 수록된 러스킨의 《참깨와 백합》 번역본의 서문, "독서 여행"이라는 부분은 1993년 10-18에서(ISBN 2-2640 1811-9), 2017년 갈리마르에서(ISBN 978-2-07-270534-2) 따로 발췌되어 출간되기도 하였다.

## 영향
자크 드 라크르텔에 따르면, "마르셀 프루스트에게 가장 깊이 영향을 주었으며 <잃어버린 시간을 찾아서>의 방향을 제공한 두 작가로는 의심할 여지 없이 생시몽과 발자크를 들 수 있다."

## 작품 목록

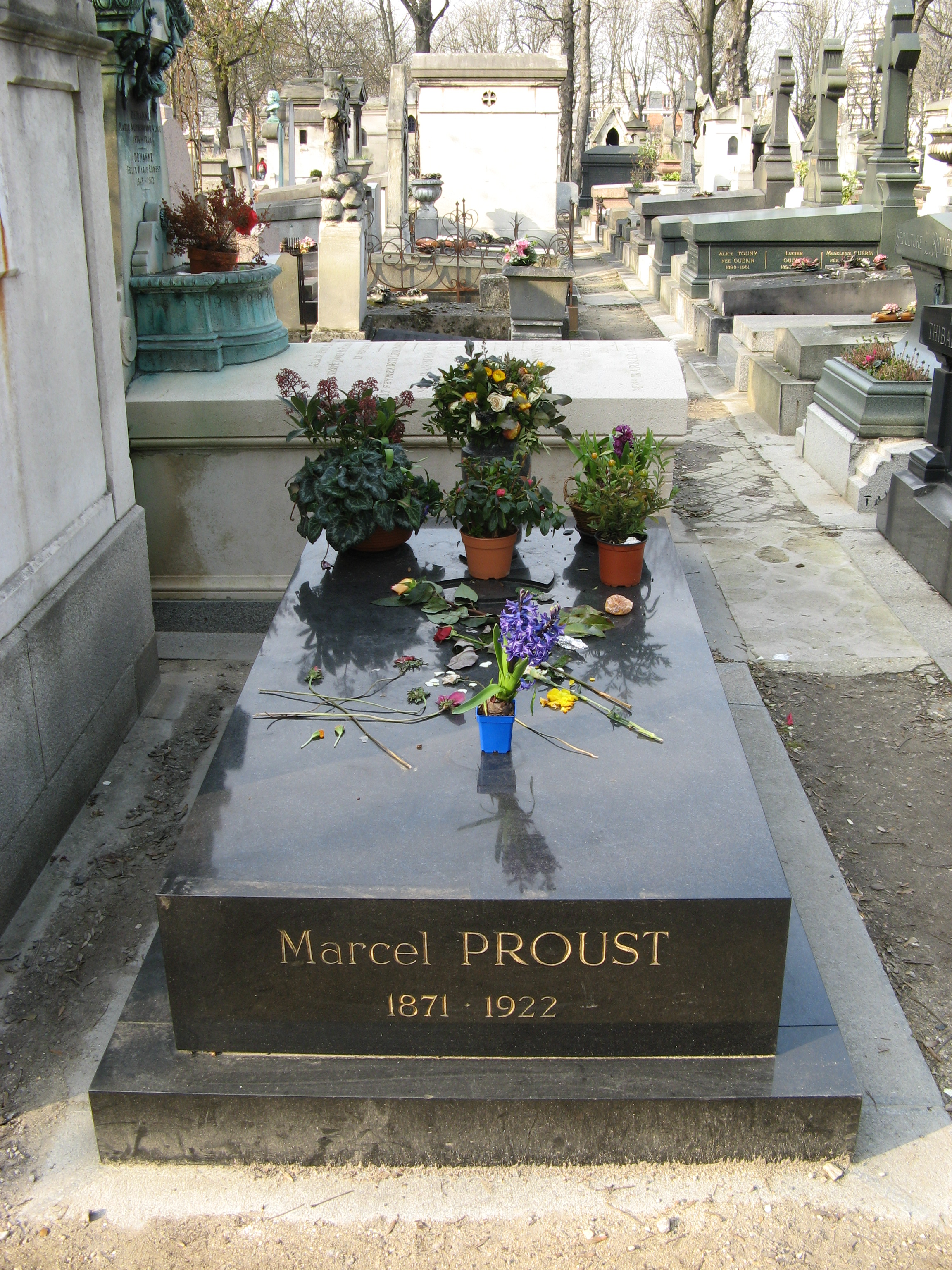
페르-라셰즈 묘지에 위치한 마르셀 프루스트의 무덤.

### 《잃어버린 시간을 찾아서》 이전작

#### 프루스트 생전 출판

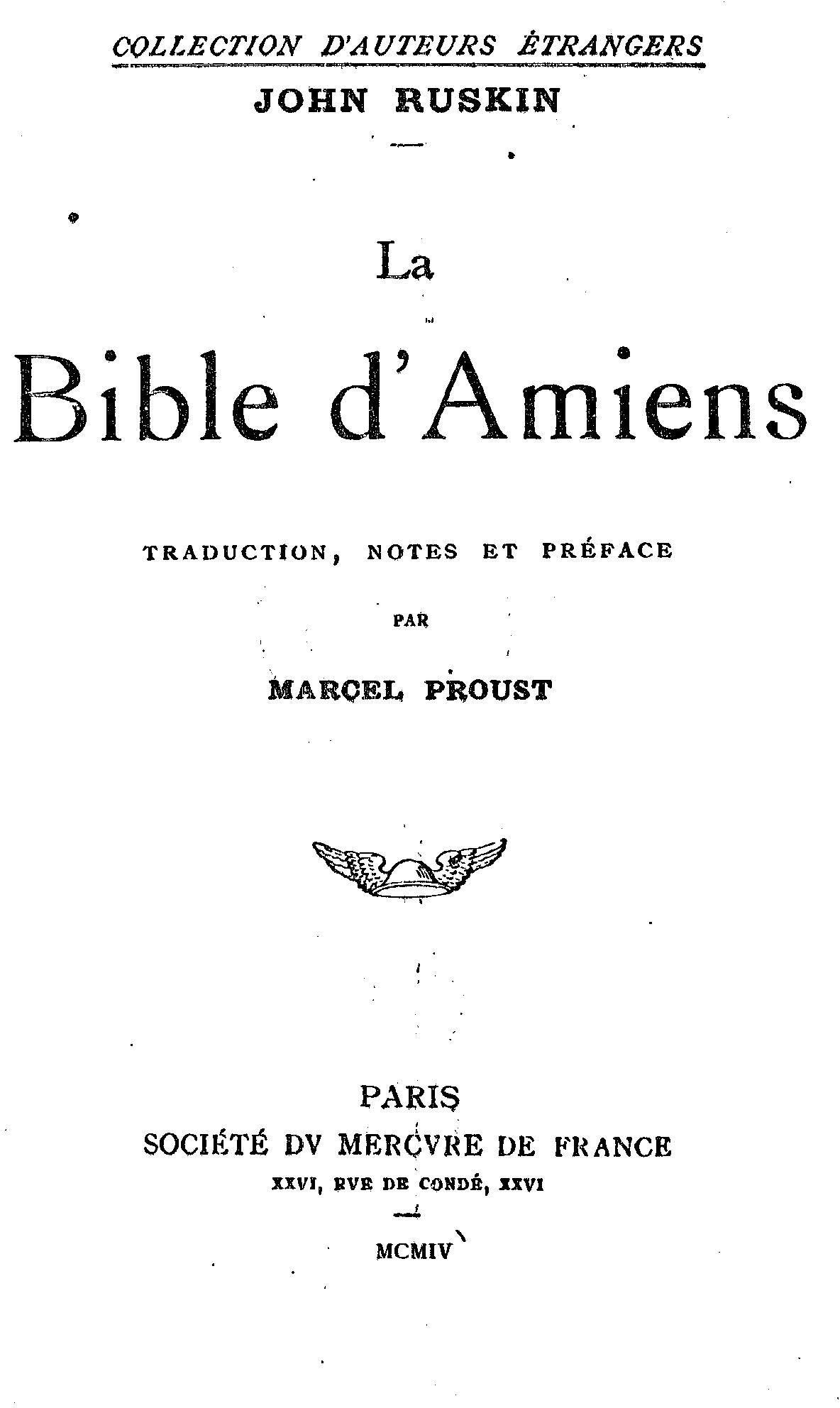
존 러스킨, 《아미앵의 성서》, 마르셀 프루스트가 1904년 번역하였으며 주석을 달고 서문을 썼음.

- 《즐거움과 나날들Les Plaisirs et les Jours》, 칼만-레비, 1896년
- 《아미앵의 성서La Bible d'Amiens》, 존 러스킨의 《아미앵의 성서The Bible of Amiens》 번역본, 메르퀴르 드 프랑스, 1904년
- 《참깨와 백합Sésame et les Lys》, 존 러스킨의 《참깨와 백합Sesame and Lilies》 번역본, 메르퀴르 드 프랑스, 1906년 이 두 권의 러스킨 번역서는 제롬 바스티아넬리(Jérôme Bastianelli)의 비평과 함께 합본으로 나왔음, 부캥 총서, 로베르 라퐁, 2015년
- 《모작과 잡록Pastiches et Mélanges》, NRF, 1919년

#### 프루스트 사후 출판
- 시평집 (Chroniques), 1927년
- 장 상퇴유 (Jean Santeuil), 1952년
- 생트 뵈브에 반대하여 (Contre Sainte-Beuve), 1954년
- 후작부인의 고통 (Le chagrin de la marquise), 1961년
- 샤르댕과 렘브란트 (Chardin et Rembrandt), Le Bruit du temps, 2009년
- 되찾은 월간지 (Le Menseul retrouvé), précédé de « Marcel avant Proust » de Jérôme Prieur (sous-titré Inédits), éditions des Busclats, 2012년 11월
- 할머니의 죽음 (Mort de ma grand-mère), 작가 베르나르 프랑이 결말을 썼음, Grenoble, Éditions Cent Pages, 2013년 ISBN 978-2-9163-9041-3

### 《잃어버린 시간을 찾아서》

#### 《잃어버린 시간을 찾아서》 원 판본

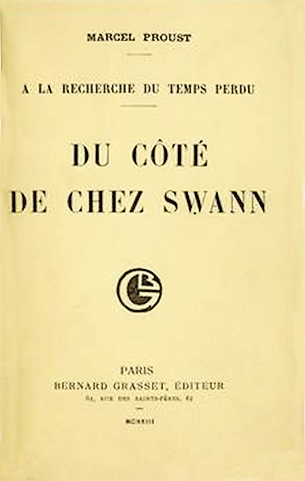
《잃어버린 시간을 찾아서》, 1913년 자비출판으로 나온 베르나르 그라세 출판사 판. 1917년, 프루스트는 갈리마르로 출판사를 옮겼다.

- 1권 〈스완네 집 쪽으로〉(Du Côté de chez Swann), Grasset, 1913년
  - 1부 : <콩브레> (Combray)
  - 2부 : <스완의 사랑> (Un amour de Swann)
  - 3부 : <고장의 이름 : 이름> (Noms de Pays : le nom)
- 2권 〈꽃피는 아가씨들 그늘에서〉(À l'ombre des jeunes filles en fleurs), NRF, 1918년, 공쿠르상 수상작
  - 1부 : <스완 부인의 주변> (Autour de Mme Swann)
  - 2부 : <고장의 이름 : 고장> (Noms de Pays : le pays)
- 3권 〈게르망트 쪽〉(Du côté de Guermantes), NRF, 1921년 - 1922년
- 4권 〈소돔과 고모라〉(Sodome et Gomorrhe), NRF, 1922년 - 1923년
- 5권 〈갇힌 여자〉(La Prisonnière), NRF, 1923년
- 6권 〈사라진 알베르틴〉(Albertine disparue), NRF, 1925년
- 7권 〈되찾은 시간〉(Le Temps retrouvé), NRF, 1927년

#### 한국어 번역서
- 《잃어버린 시간을 찾아서》, 김창석 역, 국일미디어 ISBN 9788974251802 [총 11권, 완역]
- 《잃어버린 시절을 찾아서》, 이형식 역, 펭귄클래식 ISBN 9788901238890 [총 12권, 완역]
- 《잃어버린 시간을 찾아서》, 김희영 역, 민음사 [현재 총 8권, 예정]
  - 《잃어버린 시간을 찾아서 1 - 스완네 집 쪽으로 1》ISBN 978-89-374-8561-9
  - 《잃어버린 시간을 찾아서 2 - 스완네 집 쪽으로 2》ISBN 978-89-374-8562-6
  - 《잃어버린 시간을 찾아서 3 - 꽃핀 소녀들의 그늘에서 1》ISBN 978-89-374-8563-3
  - 《잃어버린 시간을 찾아서 4 - 꽃핀 소녀들의 그늘에서 2》ISBN 978-89-374-8564-0
  - 《잃어버린 시간을 찾아서 5 - 게르망트 쪽 1》ISBN 978-89-374-8565-7
  - 《잃어버린 시간을 찾아서 6 - 게르망트 쪽 2》ISBN 978-89-374-8566-4
  - 《잃어버린 시간을 찾아서 7 - 소돔과 고모라 1》ISBN 978-89-374-8567-1
  - 《잃어버린 시간을 찾아서 8 - 소돔과 고모라 2》ISBN 978-89-374-8568-8

## 참고 문헌

### 포괄적인 서적

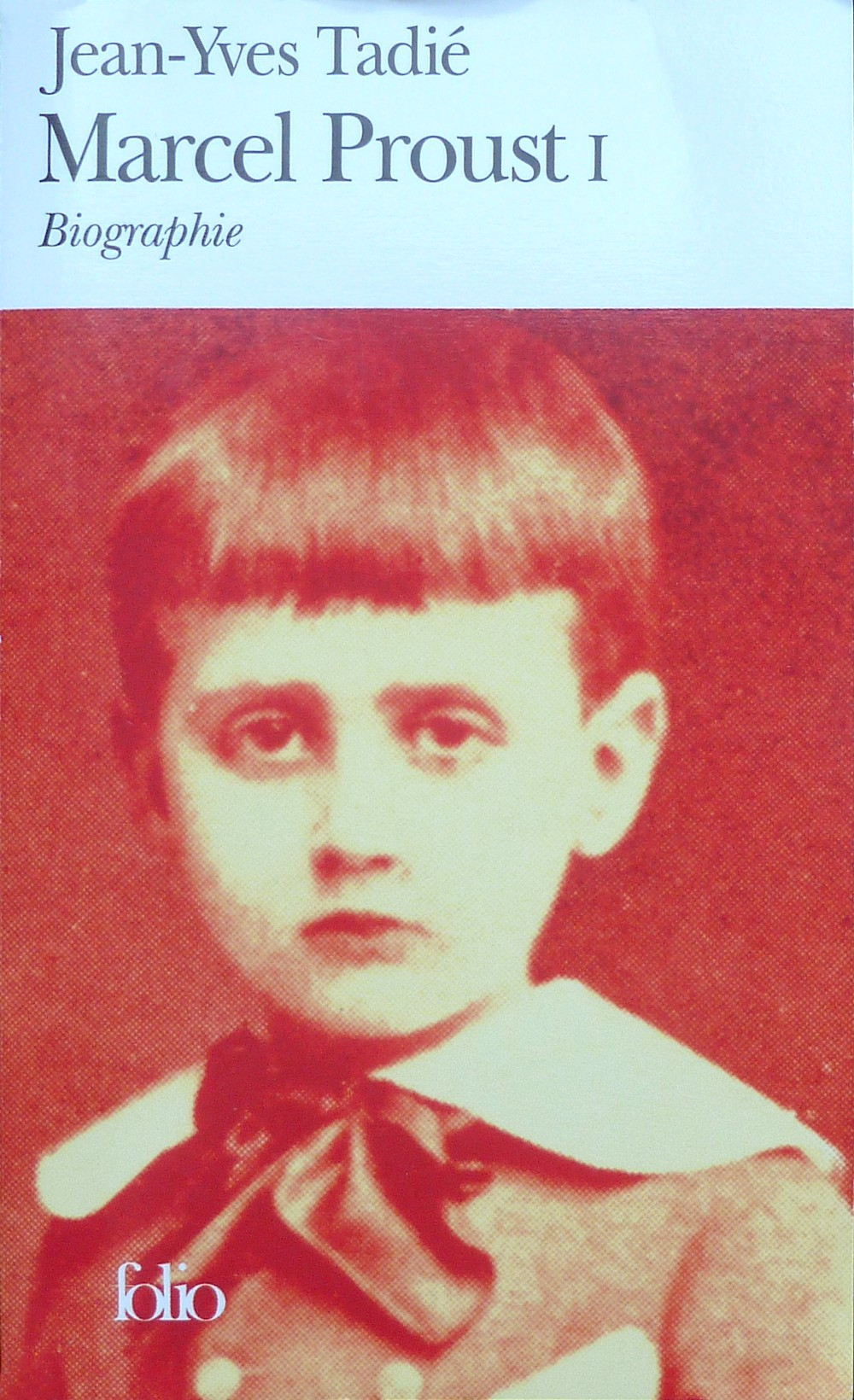
<마르셀 프루스트. 생애Marcel Proust, biographie> 1부, 장 이브 타디에 저, 2011년판.

- 피에르 아브라암, <프루스트Proust>, 리데르, 1930
- 피에르 아술린, Autodictionnaire Proust, Omnibus, 2011
- 제롬 바스티아넬리, Dictionnaire Proust-Ruskin, Classiques Garnier, 2017, ISBN 978-2-406-06716-0
- 사뮈엘 베케트, <프루스트Proust>, 1930년 영어로 저술된 수필로, 프랑스어로는 1990년 미뉘 출판사에서 É. 푸르니에가 번역하였음.
- Annick Bouillaguet, Brian G. Rogers (dir.), Dictionnaire Marcel Proust, Honoré Champion, coll. « Dictionnaires et références », 2004
- 조르주 카타위, Marcel Proust, Proust et son Temps, Proust et le Temps, préface de Daniel-Rops, Julliard, 1953
- 피에트로 시타티, La Colombe poignardée, Proust et la Recherche, 갈리마르, 1997
- 앙투안 콩파뇽, Proust entre deux siècles, Le Seuil, 1989
- 앙투안 콩파뇽 et autres, Un été avec Proust, Éd. des Équateurs, 2014
- Ernst Robert Curtius, Marcel Proust, Paris, La Revue Nouvelle, 1928
- 질 들뢰즈, <프루스트와 기호들Proust et les signes>, PUF, 1970
- Ghislain de Diesbach, Proust, Perrin, 1991
- Roger Duchêne, L'Impossible Marcel Proust, Robert Laffont, 1994
- Jean-Paul et Raphaël Enthoven, Dictionnaire amoureux de Marcel Proust, Plon/Grasset, 2013
- 미셸 에르망, Marcel Proust, Fayard, 1994
- Ramon Fernandez, À la gloire de Proust, Éditions de La Nouvelle Revue Critique, 1943 rééd. Grasset sous le titre Proust, 2009 ISBN 9782246075226.
- Luc Fraisse, L'Éclectisme philosophique de Marcel Proust, Paris, Presses universitaires de Paris-Sorbonne, coll. Lettres françaises, 2013.
- Laure Hillerin, Proust pour Rire - Bréviaire jubilatoire de À la recherche du temps perdu, Flammarion, 2016.
- Edmond Jaloux, Avec Marcel Proust, La Palatine, Genève, 1953
- Julia Kristeva, Le Temps sensible : Proust et l'expérience littéraire, Folio Essai, 2000
- Giovanni Macchia, L'Ange de la Nuit (Sur Proust), 갈리마르, 1993
- Diane de Margerie, Proust et l'obscur, Albin Michel, 2010
- Diane de Margerie, À la recherche de Robert Proust, Flammarion, 2016
- 클로드 모리악, Proust par lui-même, coll. « Écrivains de toujours », Seuil, 1953
- 프랑수아 모리악, Du côté de chez Proust, La Table ronde, 1947
- 앙드레 모루아, <프루스트를 찾아서À la recherche de Marcel Proust>, Hachette, 1949, étude et biographie littéraire[9]
- Ouvrage collectif, Proust, Hachette (coll. « Génies et réalités »), c1965, 1972
- 조지 D. 페인터 (1992) [1966-1968]. 《마르셀 프루스트Marcel Proust》. 번역 조르주 카타위 (서문 역시 저술). 메르퀴르 드 프랑스. 페인터.  édition revue, en un volume, corrigée et augmentée d'une nouvelle préface de l'auteur
- 가에탕 피콩, Lecture de Marcel Proust, Mercure de France, 1963
- 제롬 피콩, Marcel Proust, une vie à s'écrire, Flammarion, 2016
- Léon Pierre-Quint, Marcel Proust, sa vie, son œuvre, Sagittaire, 1946
- 장 프랑수아 르벨, <프루스트에 관하여Sur Proust>, 그라세, "카이예 루주" 총서, 1987
- Jean-Pierre Richard, Proust et le monde sensible, Seuil, 1974
- Ernest Seillière, Marcel Proust, Éditions de La Nouvelle Revue critique, 1931
- 안 시몽, Proust ou le réel retrouvé, 파리, PUF, 2000
- 장 이브 타디에. 《Marcel Proust》. 갈리마르.
- 장 이브 타디에, <프루스트부터 뒤마까지De Proust à Dumas>, 갈리마르("블랑슈" 총서), 2006
- Edmund White, Marcel Proust, Fides, 2001
- Gilbert Romeyer-Dherbey, La Pensée de Marcel Proust, Classiques Garnier, 2015

### 도상적인 저서

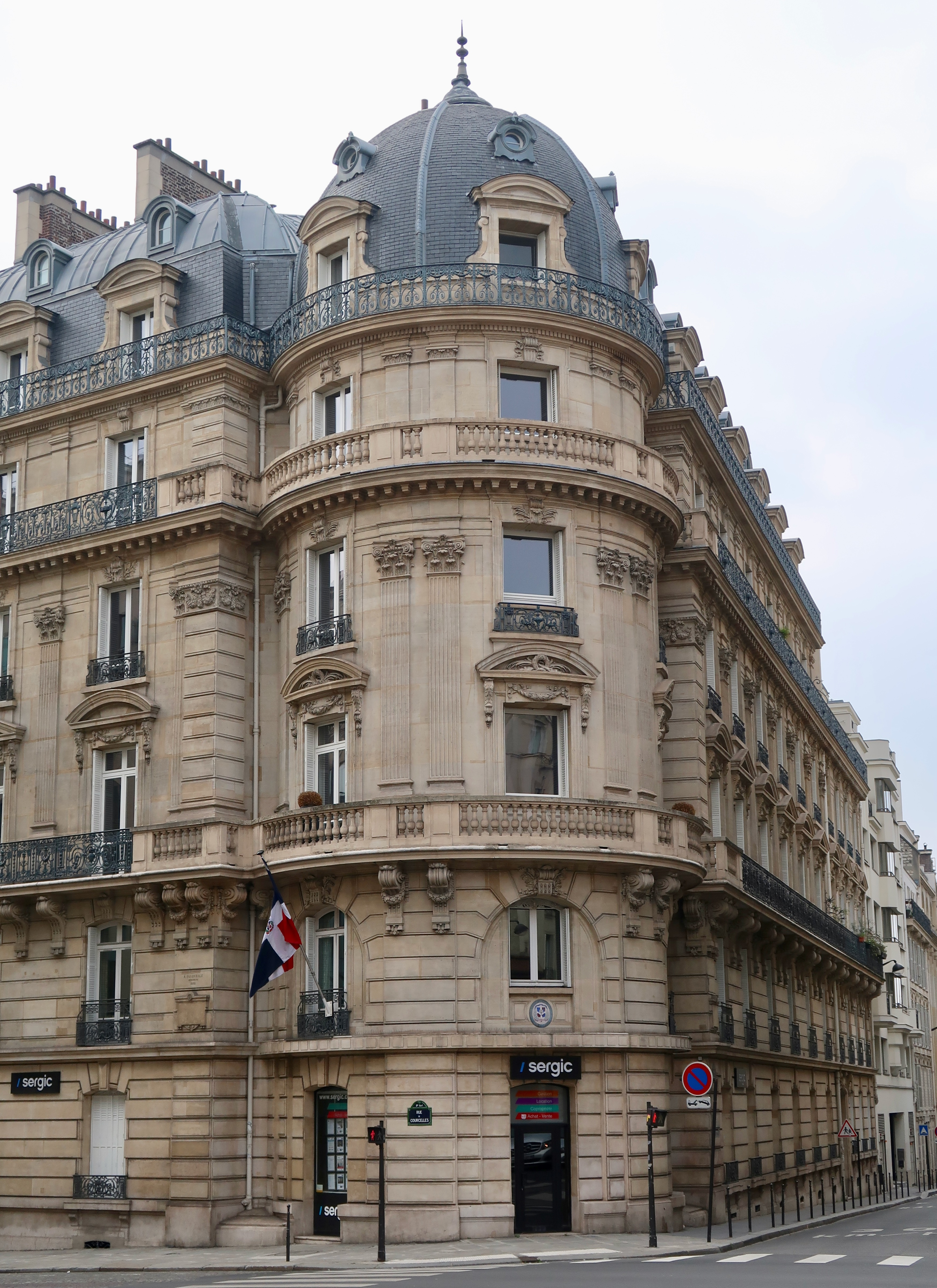
마르셀 프루스트가 1906년 12월부터 2층("피에르 발코니")에서 거주한 쿠르셀 가 45번지 건물.

- 조르주 카타위, Proust, documents iconographiques, éditions Pierre Cailler, collection « Visages d'hommes célèbres », 1956, 248 pages illustrées de 175 photos relatives à Marcel Proust.
- Collectif, Le Monde de Proust vu par Paul Nadar, édition du Centre des monuments nationaux / Éditions du Patrimoine, 1999 - ISBN 9782858223077
- Pierre Clarac et André Ferré, Album Proust, Gallimard, collection Albums de la Pléiade, 1965.
- Eric Karpeles, Le musée imaginaire de Marcel Proust - Tous les tableaux de A la recherche du temps perdu, traduit de l'anglais par Pierre Saint-Jean, Thames and Hudson, 2017
- 앙드레 모루아, Le Monde de Marcel Proust, Hachette, 1960
- Mireille Naturel et Patricia Mante-Proust, Marcel Proust. L'Arche et la Colombe, Michel Lafon, 2012.
- Jérôme Picon, Marcel Proust, album d'une vie, Textuel, 1999.
- Henri Raczymow, Le Paris retrouvé de Marcel Proust, Parigramme, 2005.
- Henri Raczymow, À la recherche du Paris de Marcel Proust, Parigramme, juin 2020.

### 개별 연구
- 셀레스트 알바레 (et Georges Belmont), Monsieur Proust, Robert Laffont, 1973.
- Jacques Bersani (éd.), Les Critiques de notre temps et Proust, Garnier, 1971.
- Catherine Bidou-Zachariasen, Proust sociologue. De la maison aristocratique au salon bourgeois, Descartes, 1997.
- 모리스 블랑쇼, « L'étonnante patience », chapitre consacré à Marcel Proust dans le Livre à venir, Gallimard, 1959.
- 브라사이, Marcel Proust sous l'emprise de la photographie, Gallimard, 1997.
- Étienne Brunet, Le Vocabulaire de Marcel Proust, avec l'Index complet et synoptique de À la recherche du temps perdu, 3 vol., 1918 p., Genève-Paris, Slatkine-Champion, 1983 (préface de J.Y. Tadié). ISBN 2051004749 ISBN 9782051004749.
- Alain Buisine, Proust et ses lettres, Presses Universitaires de Lille, coll. « Objet », 1983.
- 장 이브 타디에, Marcel Proust : La cathédrale du temps, Paris, Gallimard, coll. « Découvertes Gallimard/Littératures » ([[Liste des volumes de « Découvertes Gallimard » (2e partie)|틀:Nº]]), 1999, rééd. 2017
- Philippe Chardin, Proust ou le bonheur du petit personnage qui compare, Honoré Champion, 2006.
- 필리프 샤르댕, Originalités proustiennes, Kimé, 2010
- 필리프 샤르댕, 나탈리 모리악 디에르 공저, Proust écrivain de la Première Guerre mondiale, Dijon, EUD, 2014.
- Józef Czapski, Proust contre la déchéance : Conférence au camp de Griazowietz, Noir sur blanc, 2004 et 2011.
- Serge Doubrovsky, La Place de la madeleine, Écriture et fantasme chez Proust, Mercure de France, 1974.
- Robert Dreyfus, Souvenirs sur Marcel Proust (accompagnés de lettres inédites), Paris, Grasset, 1926.
- Maurice Duplay, Mon ami Marcel Proust : souvenirs intimes. Cet ouvrage contient notamment une lettre de Marcel Proust à Maurice Duplay, Editions Gallimard, 1972
- Clovis Duveau, Proust à Orléans, édité par les Musées d'Orléans, 1998.
- 미셸 에르망, Le Bottin proustien. Qui est dans « La Recherche » ?, Paris, La Table Ronde, 2010.
- 미셸 에르망, Le Bottin des lieux proustiens, La Table ronde, 2011.
- Luc Fraisse, L'Œuvre cathédrale. Proust et l'architecture médiévale, José Corti, 1990, 574 pages.
- 루이 고티에 비냘, Proust connu et inconnu, Robert Laffont, 1976.
- 장 미셸 앙리, Marcel Proust à Évian. Étape d’une vocation. Chaman édition, Neuchâtel, 2015.
- Geneviève Henrot Sostero, Pragmatique de l'anthroponyme dans À la recherche du temps perdu, Paris, Champion, 2011.
- 안 앙리, La Tentation de Proust, 파리, PUF, 2000, ISBN 2-13-051075-2
- Laure Hillerin, La comtesse Greffulhe. L'ombre des Guermantes, Flammarion, 2014.
- 필리프 콜브, <마르셀 프루스트 서한집. 연보와 비평La correspondance de Marcel Proust, chronologie et commentaire critique>, 일리노이 대학 출판부, 1949
- Elisabeth Ladenson, Proust lesbien (préface d'Antoine Compagnon), Ed. EPEL 2004.
- Luc Lagarde, Proust à l'orée du cinéma, L'âge d'Homme, 2016
- Nathalie Mauriac Dyer, Proust inachevé, le dossier Albertine disparue, Honoré Champion, 2005.
- 미게 올라니에, 마리 (1982). 《La Mythologie de Marcel Proust》 (프랑스어). 파리: Les Belles Lettres. ISBN 2-251-60276-3. .
- Christian Péchenard, Proust à Cabourg ; Proust et son père ; Proust et Céleste, in Proust et les autres, Éditions de la Table ronde, 1999.
- Léon Pierre-Quint, Comment travaillait Proust, Bibliographie, Les Cahiers Libres, 1928.
- Georges Poulet, L'Espace proustien, Gallimard, 1963.
- Jérôme Prieur, Proust fantôme, Gallimard, 2001 et 2006
- Jérôme Prieur Marcel avant Proust, suivi de Proust, Le Mensuel retrouvé, éditions des Busclats, 2012
- Henri Raczymow, Le Cygne de Proust, Gallimard, coll. L'un et l'autre, 1990.
- Henri Raczymow, Notre cher Marcel est mort ce soir, Arléa-Poche, 2014.
- Jean Recanati, Profils juifs de Marcel Proust, Paris, Buchet-Chastel, 1979.
- Thomas Ravier, Éloge du matricide : Essai sur Proust, Gallimard, coll. « L'Infini », Paris, 2008, 200 p. ISBN 978-2-07-078443-1
- Jacqueline Risset, Une certaine joie. Essai sur Proust, Éditions Hermann, 2009.
- 장 이브 타디에 (dir.), Proust et ses amis, Colloque fondation Singer-Polignac, Gallimard, « Les cahiers de la NRF », 2010.
- Nayla Tamraz, Proust Portrait Peinture, Paris, Orizons, coll. Universités/Domaine littéraire, 2010
- Davide Vago, Proust en couleur, coll. « Recherches proustiennes », Honoré Champion, 2012 ISBN 9782745323927
- Stéphane Zagdanski, Le Sexe de Proust, Gallimard, 1994 ISBN 2070738779

## 같이 보기
- 프랑스 문학

### 내용주
1. ↑  그녀는 이후 미하일 라지비 부인이 되었다.
2. ↑  사립정치학교(École libre des sciences politiques)는 현 파리정치대학으로 1945년부터 국립대학이 되며 이름을 바꿨음
3. ↑  마르셀 프루스트의 외할아버지, 나테 베유의 여동생 아델라이드 베유(1818-1892)의 딸, 로르 라자뤼(1848-1898)의 딸, 루이즈 노이베르거(1871-1944)로 프루스트에게는 6촌뻘

### 참조주
1. 1 2  “마르셀 프루스트의 가계” (PDF) (프랑스어).
2. 1 2  Cyril Grunspan, Marcel Proust : Tout dire, Portaparole, 2005, 21p.
3. ↑  Julia Kristeva, invitée de Marc-Alain Ouaknin, « Proust, être juif entre la Madeleine et la Victoire », Les Talmudiques, France-Culture, 2013년 10월 9일.
4. ↑  조르주 카타위, 「프루스트」 , 《라퐁-봉피아니 작가 사전》, III 권, 1990년, 793쪽. ISBN 2221501748.
5. ↑  프랑수아 베르나르 미셸 (2016). 《마르셀 프루스트 교수Le professeur Marcel Proust》. 갈리마르 출판사.
6. ↑  윌리엄 C. 카터 (2013년 4월 16일). 《마르셀 프루스트Marcel Proust》 (영어). Yale University Press. ISBN 978-0-300-19179-0. .
7. ↑  올리버 티얼 (2017). 《비밀의 도서관》. 생각정거장.
8. ↑  자크 드 라크르텔. “생 시몽과 프루스트” (PDF). 《revuedesdeuxmondes.fr》.
9. ↑  “À la recherche de Marcel Proust”. 2020년 7월 20일에 원본 문서에서 보존된 문서. 2020년 10월 3일에 확인함.